# Corareachi
Corareachi är en ort i Mexiko.   Den ligger i kommunen Urique och delstaten Chihuahua, i den nordvästra delen av landet, 1 200 km nordväst om huvudstaden Mexico City. Corareachi ligger 1 723 meter över havet och antalet invånare är 305.
Terrängen runt Corareachi är huvudsakligen kuperad, men söderut är den bergig. Corareachi ligger nere i en dal. Runt Corareachi är det mycket glesbefolkat, med 7 invånare per kvadratkilometer. Corareachi är det största samhället i trakten. I omgivningarna runt Corareachi växer huvudsakligen savannskog.